# Paolo da Caylina il Vecchio
Paolo da Caylina il Vecchio (per distinguerlo dal nipote Paolo da Caylina il Giovane figlio di Bartolomeo) (Brescia, tra il 1420 e il 1430 – dopo il 1486) è stato un pittore italiano.

## Biografia
Scarse le notizie della sua vita: la sua data di nascita è collocabile tra il 1420 e il 1430,, nel 1451 abitava a Brescia e nel 1458 dipinse un polittico, conservato nella Galleria Sabauda di Torino, ma originariamente realizzato per l'abbazia di Sant'Albino a Mortara.
L'opera riporta l'iscrizione "PAULUS BRIXIENSIS PINXIT" e la data 5 marzo 1458 sui gradini del trono della Vergine,nel pannello centrale, consentendo così di ricostruire con maggior precisione l'attività dell'artista.  Il polittico di Mortara fa chiaramente intendere quali fossero le influenze culturali di Paolo il Vecchio, riconducibili, da una parte, alle esperienze lombarde, dall'altra alla maniera di Squarcione.
Lo stesso anno l'artista firma, con il cognato Vincenzo Foppa, una liberatoria a tale "magister Nicolaum de Francisco."
Nel 1459 e nel 1466 Paolo da Caylina è nuovamente a Brescia per la decorazione, perduta, dell'orologio nella piazza del Comune.  È inoltre documentato nel 1467, 1469 e 1471, quando riceve l'incarico di dipingere la loggia sul lato orientale della Piazza comunale, lavoro anch'esso perduto.
La presenza di Paolo da Caylina è registrata anche nel santuario della Madonna del Carmine di San Felice del Benaco:: è datato 1485 l'affresco i quattro santi Alberto, Apollonia, Filippo e Giacomo della seconda cappella a destra.
L'artista fu chiamato in questa sede probabilmente a causa dell'importanza che aveva già acquisita come pittore nel bresciano e per le innovazioni di tutto rispetto che aveva apportato nel campo pittorico. Con ogni probabilità l'affresco del Santuario datato dell'anno 1485 fu l'ultimo affresco di Paolo da Caylina il Vecchio: difatti egli morì solo qualche anno dopo. Prima di morire indicò alla fabbriceria del Santuario come pittore su cui far affidamento per affreschi successivi un suo discepolo, quello che poi venne chiamato col nome generico di Maestro da San Felice. Questi, infatti già nel 1486 affrescò nell'abside del Santuario il suo capolavoro: l'Annunciazione.
Era il fratello maggiore di Bartolomeo Caylina che, secondo alcune fonti, lavorò con il cognato Vincenzo Foppa.

## Opere
- Il chiostro della chiesa di S. Maria degli Angeli (metà del '400);[5]
- Affreschi con Storie di Santa Marta nella Chiesa della Maddalena a Bienno;[6]
- Madonna col Bambino tra i santi Lorenzo e Agostino, 1460-1480, collegiata dei Santi Nazaro e Celso, Brescia;
- Affreschi votivi con San Rocco e un vescovo, San Sebastiano e un devoto, San Sebastiano e San Giovanni Evangelista, Madonna in trono con il Bambino, San Cristoforo e due angeli e San Giovanni Evangelista, un devoto e due angeli nella Cappella di Santa Maria in San Giovanni della chiesa di San Giovanni Evangelista a Brescia, datati e firmati 1486;[7]
- Due angeli in adorazione del Santissimo Sacramento, affresco, fine XV secolo, lunetta del Portale della chiesa del Santissimo Corpo di Cristo;
- Pala dei Disciplini, affresco, 1460-1470, Brescia, chiesa di Santa Maria del Carmine, prima cappella destra (ambito).
- Natività nella Chiesa del Santissimo Corpo di Cristo (Brescia)